# ازدواج شاهزاده ویلیام و کاترین میدلتون
ازدواج ویلیام، شاهزاده ولز و کاترین، شاهدخت ولز طبق برنامه‌ریزی‌های انجام شده در کلیسای وست‌مینستر به تاریخ ۲۹ آوریل ۲۰۱۱ برگزار شد. ویلیامِ، شاهزاده ولز بزرگترین فرزند چارلز سوم و شاهدخت دایانا و نوهٔ ارشد ملکه الیزابت دوم و شاهزاده فیلیپ می‌باشد. شاهزاده ویلیام نخستین بار، کاترین را در سال ۲۰۰۱ هنگامی که هر دو در دانشگاه سنت اندروز واقع در اسکاتلند تحصیل می‌کردند، ملاقات کرد. از وقتی که نامزدی آن‌ها شروع شد، کیت از طرف رسانه‌ها مورد توجه شدید قرار گرفت و البته این گمان به وجود آمد که آن‌ها در نهایت زندگی مشترک خود را آغاز خواهند کرد. نامزدی آن‌ها که در تاریخ ۲۰ اکتبر ۲۰۱۰ آغاز شده بود، در تاریخ ۱۶ نوامبر همان سال به‌طور رسمی اعلان گردید. پس از ازدواج، آن‌ها قصد دارند در جزیره انگلسی (با واژه انگلیسی اشتباه نشود) واقع در ناحیه ولز شمالی زندگی کنند. ویلیام ولز در این جزیره در نیروی کاوش و نجات پادشاهی متحده بریتانیا موسوم به آر.ای. اف (به انگلیسی:RAF Search and Rescue Force) دوره کامل خلبانی بالگردی را گذرانده‌است. به مناسبت برگزاری عروسی شاهزاده ویلیام و شاهدخت کاترین، تمبرهای جدیدی توسط دولت انگلستان در سال ۲۰۱۱ و در سری ۴ قطعه‌ای چاپ گردیده‌است.
همچنین اداره پست کانادا قرار است روز جمعه ۲۹ آوریل ۲۰۱۱ تمبری به مناسبت برگزاری جشن عروسی چاپ کند.
پلیس بریتانیا برای بالا بردن امنیت برگزاری جشن، ۴۶ خیابان منتهی به محل برگزاری جشن عروسی را خواهد بست.
ازدواج شاهزاده ویلیام و نامزدش در حالی برگزار شد که کاترین میدلتون به طبقه اشرافی انگلیس تعلق نداشت.
در تاریخ ۲۲ ژوئیه ۲۰۱۳ شاهزاده جرج ولز فرزند شاهزاده ویلیام و کاترین میدلتون به دنیا آمد.
در تاریخ ۲ می ۲۰۱۵ نیز شاهدخت شارلوت ولز دومین فرزند شاهزاده ویلیام و شاهدخت کاترین به دنیا آمد.در آوریل ۲۰۱۸ نیز شاهزاده، لویی ولز سومین فرزند شاهزاده ویلیام و شاهدخت کاترین به دنیا آمد.

## آشنایی و دردسرها

مسیر عروس و داماد از کلیسای وست‌مینستر تا کاخ باکینگهام

شاهزاده ویلیام و کاترین میدلتون در سال ۲۰۰۱ وقتی که در اسکاتلند دانشجو بودند با یکدیگر آشنا شدند. پس از آن کاترین میدلتون از طریق رسانه‌ها بیشتر مورد توجه قرار گرفت، طوری‌که در پی انتشار عکسی از او در نشریه‌ها، وکلایش در مورد احترام گذاشتن به حریم خصوصی او به روزنامه‌ها هشدار دادند. اولین باری که کاترین میدلتون در یک جشن رسمی با حضور ملکه و دیگر اعضای بلندپایه دودمان سلطنتی شرکت کرد، در سال ۲۰۰۶ بود، هنگامی که شاهزاده ویلیام در ارتش پادشاهی متحده بریتانیا به درجه افسری رسید.

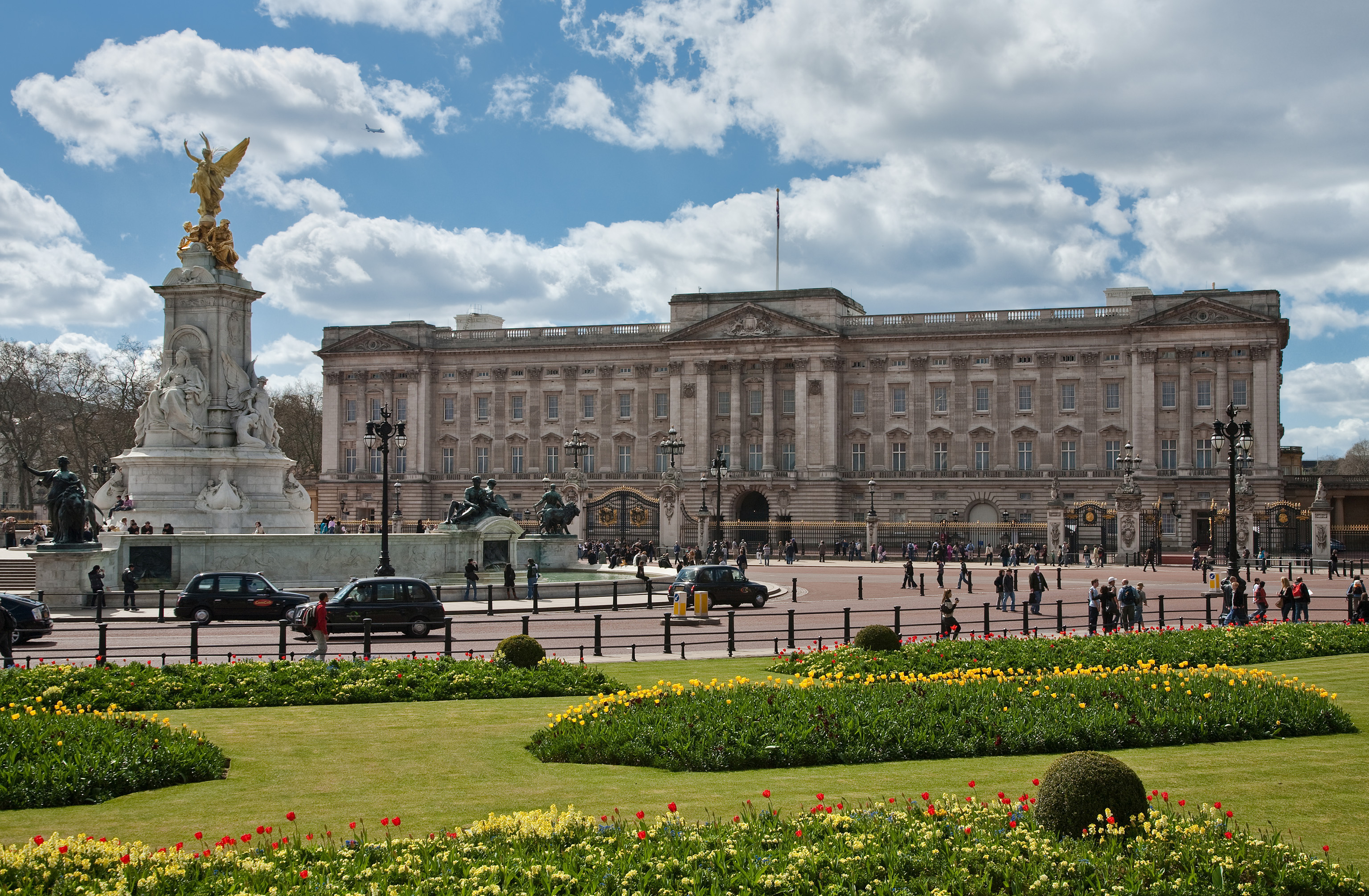
کاخ باکینگهام، این کاخ ۷۰۰ اتاق دارد.

خبرنگاران در سال ۲۰۰۵ پیش از دانش‌آموختگی شاهزاده ویلیام و کاترین میدلتون، به هنگام تعطیلات خانواده پادشاهی از آن‌ها عکس گرفتند. این موارد، گمان و حدس در مورد نامزدی آنان را بیشتر و بیشتر کرد. پیگیری آنان توسط عکاسان خبری، باعث فشار بیشتری بر این زوج شد. آن‌ها در سال ۲۰۰۷ به دوستی و رابطه‌شان پایان دادند اما مدت کوتاهی بعد شاهزاده ویلیام و کاترین میدلتون دوباره در کنار هم دیده شدند. پس از آن کاترین میدلتون دوباره در مراسم‌های مهم در کنار شاهزاده ویلیام شرکت می‌کرد. هنگامی که ویلیام نشان «بال» نیروی هوایی را از پدرش دریافت کرد، کاترین میدلتون نیز در کنارش دیده شد. شاهزاده ویلیام هم‌اکنون به عنوان خلبان عملیات کاوش و نجات تخصص پیدا کرده‌است. کیت هم در حال به دست آوردن آموزش‌های لازم در حرفه‌اش به عنوان یک عکاس است. نامزدی این دو در اعلانیه مختصری رسانه‌ای گردید.

## فهرست دعوت شدگان

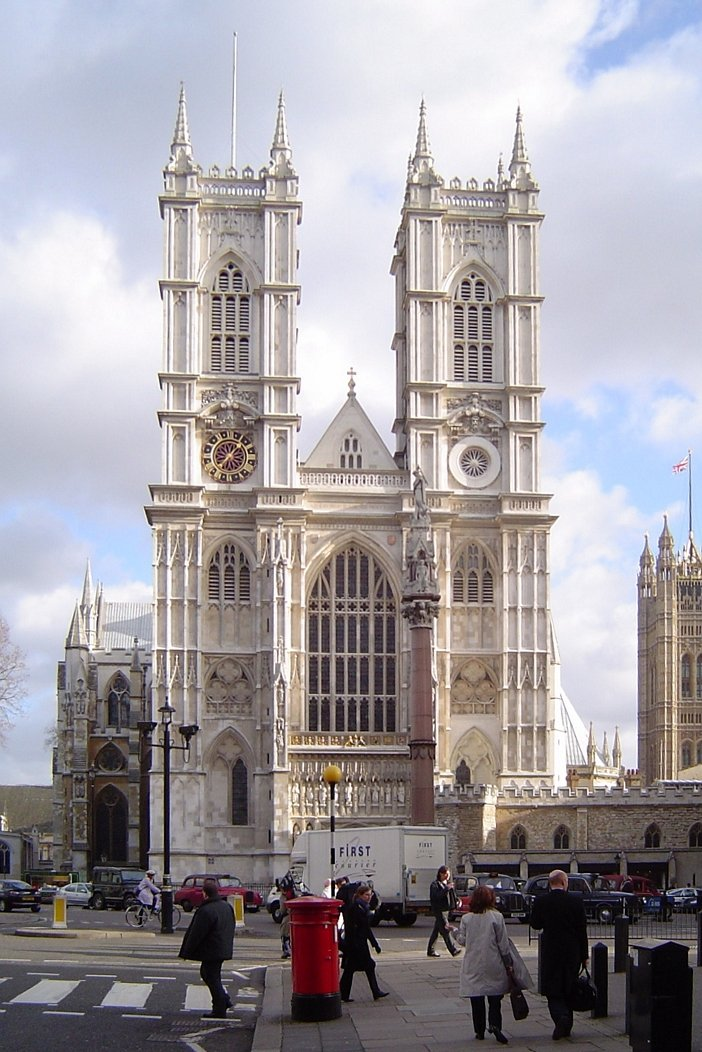
کلیسای وست‌مینستر

طی روزهای پیش از ازدواج انتشار فهرست میهمانان این جشن عروسی که شامل ۱۹۰۰ نفر می‌شوند جزء خبرهای پر حاشیه‌است که چند روز مانده به برگزاری این جشن نگاه‌ها را به سوی کاخ شاهبانو بریتانیا معطوف کرده‌است. در این فهرست نام ۴۶ شاهزاده و عضو خاندان سلطنتی از چهار گوشه جهان دیده می‌شود. همچنین نمایندگان اتحادیه کشورهای همسود (مستعمرات گذشته پادشاهی متحده بریتانیا که بیشتر از ۶۰ کشور کنونی جهان را شامل می‌شوند) نیز در این مراسم حضور خواهند داشت. روزنامه دیلی تلگراف بریتانیا می‌گوید که در این فهرست نام‌هایی چون تونی بلر و گوردون براون نخست وزیران سابق بریتانیا دیده نمی‌شود. همچنین نام رهبران کشورهای مشهور دنیا همچون باراک اوباما و نیکولا سارکوزی در این فهرست وجود ندارد. هوگو برنارد عکاس خانواده سلطنتی نیز به عنوان عکاس ویژه در میهمانی دعوت داشت.
از میهمانان مخصوص این مراسم می‌توان به دیوید بکهام و همسرش، التون جان خواننده مشهور بریتانیایی که در مراسم ختم پرنسس دایانا آواز خواند، به همراه شریک زندگیش دیوید فورنیش، مستر بین، برادر پرنسس دایانا و چندین چهره ورزشی اشاره کرد. مارگارت تاچر و جان میجر نخست وزیران اسبق دولت محافظه‌کار بریتانیا که برخلاف تونی بلر و گردون براون دارای القاب سلطنتی هستند نیز برای شرکت در این مراسم دعوت شده بودند. نمایندگان حزب کارگر در مجلس بریتانیا عدم دعوت از بلر و براون برای شرکت در مراسم ازدواج پرنس ویلیام و کیت میدلتون را مایه تعجب دانستند. در بین ۱۹۰۰ میهمان دعوت شده به این جشن عروسی نام بیش از ۲۰۰ سیاستمدار و دیپلمات از پادشاهی متحده بریتانیا و دیگر کشورهای جهان به چشم می‌خورد.
در میان دعوت شدگان ۵۰ نفر از خاندان پادشاهی بریتانیا، ۴۰ نفر خاندان‌های پادشاهی کشورهای خارجی (که عمدتاً اروپایی هستند)، ۲۰۰ نفر سیاستمدار، ۸۰ نفر کارکنان و اعضاء گروه‌های خیریه که عروس و داماد در آن‌ها عضو هستند، ۶۰ نفر مسئولان کشورهای گروه همسود (مشترک‌المنافع) و ۳۰ نفر نیروی دفاعی وجود دارند.
شاهزاده ویلیام برخی خانواده‌های سربازان کشته شده در جنگ عراق را نیز دعوت کرده بود و همچنین پرنس سانتاویچ هم در این مراسم شرکت کرد.
در این مراسم سعی شده بود از گروه‌های مختلف و مشهور یک نفر دعوت شود.

## مراسم ازدواج
مراسم از ساعت ۱۲:۳۰ به وقت تهران و در تاریخ ۲۹ آوریل ۲۰۱۱ آغاز گردید. این مراسم در ساعت ۱۷ به وقت تهران به صورت رسمی پایان پذیرفت اما پس از آن این مراسم که با صرف ناهار و رقص و پایکوبی همراه است به صورت خصوصی ادامه خواهد داشت. مراسم عقد طبق برنامه در ساعت ۱۴:۳۰ برگزار گردید. در ابتدا سیاستمداران دعوت شده وارد کلیسا شدند. بعد از آن ساقدوش داماد که شاهزاده هری بود به همراه داماد داخل کلیسا شدند. در مرحله بعدی عروس وارد کلیسا می‌شود. مهمان‌های خانم لباس‌های رسمی و کلاه‌های مخصوص پوشیده بودند 

## مراسم در کلیسای وست‌مینستر
قدمت کلیسای وست‌مینستر حدود ۱۰۰۰ سال است و پادشاهان مختلفی از بریتانیا در این کلیسا تاج‌گذاری کرده و مراسم‌های ازدواج و ختم‌های گوناگونی از خاندان سلطنتی در آن به وقوع پیوسته‌است. مراسم ختم دایانا، شاهدخت ولز نیز در این کلیسا برگزار شده بود. در کلیسا آثار هنری بسیار زیادی که اکثراً مربوط به سده‌های ۱۳ و ۱۴ میلادی است، نگهداری می‌شود. مقبره ۱۷ پادشاه و ملکه در این کلیسا می‌باشد. ۱۵ مراسم ازدواج از دودمان پادشاهی بریتانیا اینجا برگزار شده‌است. چارلز دیکنز، نیوتن و هندل (موسیقی دان آلمانی بریتانیایی) در این کلیسا مدفون هستند. بلندی این کلیسا سه برابر پهنای آن می‌باشد.
در آزین‌بندی کلیسا از درختچه‌هایی کوچک استفاده شده بود که به صورت موقت از کاخ باکینگهام آورده شده بود. از گل و گل‌آرایی در مراسم خبری نبود.
- ساعت ۱۲:۳۵ دیوید بکهام در حالی که کت مشکی و کراوات خاکستری بر تن داشت به همراه همسرش که یک کت‌دامن سرمه‌ای رنگ به تن داشت وارد کلیسا گردید.
- ساعت ۱۳:۰۰ مهمان‌ها به تدریج وارد کلیسای وست‌مینستر می‌شدند. مهمان‌ها منتظر داماد و برادرش (ساقدوش) بودند.
- ساعت ۱۳:۱۰ تعدادی خودروی شیک وارد محوطه جلوی کلیسا شدند. همچنین در ساعت ۱۳:۱۵ التون جان و دیوید فورنیش خود را به کلیسا رساندند.
- ساعت ۱۳:۱۷ جان میجر نخست وزیر اسبق بریتانیا در کنار همسرش وارد کلیسا شدند. مارگارت تاچر نخست وزیر اسبق بریتانیا به دلیل کهولت سن در مراسم شرکت نکرد. همچنین در ساعت ۱۳:۲۵ جولیان گیلارد نخست وزیر جمهوری خواه استرالیا به همراه شوهرش وارد کلیسا شدند.[۸]
- ساعت ۱۳:۳۰ نیک کلک معاون نخست وزیر بریتانیا و از حزب لیبرال دموکرات و اد میلیبند رهبر حزب کارگر بریتانیا به همراه خانواده هایشان وارد کلیسا شدند.

بعد از آن نخست وزیر بریتانیا دیوید کامرون به همراه همسرش سامانتا وارد کلیسای وست‌مینستر شدند. جان هال به عنوان متولی کلیسا، ناظر بر مراسم ازدواج بود.
- ساعت ۱۳:۵۰ داماد و ساقدوش با گذر از فرش قرمز به سمت محراب کلیسا رفتند.
- ساعت ۱۳:۵۲ سران اتحادیه کشورهای همسود وارد کلیسا شدند. ملکه الیزابت دوم ملکه همه کشورهای عضو اتحادیه کشورهای همسود می‌باشد.
- ساعت ۱۳:۵۵ مادر و پدر عروس نیز با خودرو مخصوص از هتل گورینگ به سمت کلیسا آمدند.
- ساعت ۱۳:۵۸ خانواده‌های سلطنتی اروپایی وارد راهرو کلیسا شدند.
- ساعت ۱۴:۰۰ مادر عروس و برادر عروس (جیمز میدلتون) وارد کلیسا شدند و از طرف متولی کلیسا جان هال مورد استقبال قرار گرفتند.
- ساعت ۱۴:۰۵ شاهدخت آن، شاهزاده اندرو و شاهزاده ادوارد، خواهر و برادران شاهزاده چارلز که عمه و عموهای ویلیام هستند با همسران و فرزندانشان وارد کلیسا شدند. دختر شاهزاده ادوارد، لوئیز یکی از ساقدوشان بود.
- ساعت ۱۴:۰۷ چارلز، شاهزاده ولز پدر داماد با همسر دومش کامیلا، دوشس کورنوال وارد کلیسا شدند. یک هفته پیش از ازدواج، شاهزاده چارلز رکورد انتظار تاج و تخت را در بریتانیا شکست.
- ساعت ۱۴:۱۵ ملکه الیزابت دوم به همراه همسرش شاهزاده فیلیپ، دوک ادینبرو وارد کلیسا شد.
- ساعت ۱۴:۲۰ یک خودرو رولز-رویس فانتوم ۶ عروس را از هتل گورینگ تا کلیسا همراهی کرد.
- ساعت ۱۴:۲۵ دخترهای کوچک با لباس عروس و پسرهای نونهال که همه از خانواده پادشاهی بودند، روی فرش قرمز در حال عبور هستند.
- ساعت ۱۴:۳۰ عروس به کلیسا رسید و از درِ غربی وارد کلیسا شد.
- ساعت ۱۴:۳۱ عروس به همراه پدرش از روی فرش قرمز رد شدند.

در هنگام ورود عروس و پدرش، سرود و موسیقی فضای کلیسا را آکنده کرده بود و آوازه خوان‌ها در حال خواندن و سرودن بودند. ساقدوش نیز پشت سر عروس و به همراه دختر بچه‌ها و پسر بچه‌های خردسال در حال حرکت بودند.
- ساعت ۱۴:۳۶ عروس به همراه پدرش و داماد به همراه برادرش در یک ردیف و در محراب کلیسا ایستاده بودند.

مدعویین و حضار در حال خواندن سرود بودند و بعد از آن یکی از کشیش‌ها شروع به سخنرانی کرد.
- ساعت ۱۴:۴۰ خطبه ازدواج توسط اسقف اعظم خوانده شد.
- ساعت ۱۴:۴۵ ویلیام حلقه ازدواج را در انگشت عروس کرد.
- ساعت ۱۴:۵۲ جیمز میدلتون برادر عروس، قسمت‌هایی از انجیل را خواند.
- ساعت ۱۴:۵۵ سرود مخصوصی که مربوط به این مراسم بود توسط گروه موسیقی و حاضران خوانده شد.
- ساعت ۱۵:۱۵ الی ۱۵:۲۵ چند سرود ملی بریتانیایی خوانده شد. ارگ بزرگ بادی داخل زیرزمین کلیسا سرود را همراهی می‌کرد.
- ساعت ۱۵:۲۵ مراسم امضاء اسناد ازدواج، خارج از دید دوربین‌ها انجام شد. شاهدان ازدواج پدر، مادر، برادر و خواهر عروس و پدر، نامادری و برادر داماد هستند.
- ساعت ۱۵:۳۵ یک کالسکه چهار اسب با اسب‌های سفید که قدمتش ۱۰۰ سال بود و برای تاجگذاری شاه ادوارد ساخته شده بود، داماد و عروس را به سمت کاخ برد.[۸]

### سرود خوانی
در کلیسای تاریخی وست‌مینستر قرار است در هنگام برگزاری مراسم، برخی از سرودهای برگزیده و محبوب توسط حضار و شرکت کنندگان خوانده شود. شاهزاده ویلیام و کاترین میدلتون سه سرود منتخب را برای جشن ازدواج خود برگزیده‌اند که یکی از آن‌ها اورشلیم نام دارد و دو سرود دیگر رابطه مستقیمی با سرزمین ولز دارند.
گروه موسیقی شامل ۲۰ پسر نوجوان و ۱۲ خواننده بزرگسال بودند که به عنوان راهب کلیسا نیز محسوب می‌شوند.

### ناقوس‌ها
قرار است ۵۰۰۰ ناقوس کلیسا به مدت ۳٫۵ ساعت و به صورت ممتد نواخته شوند.

## مراسم در کاخ باکینگهام

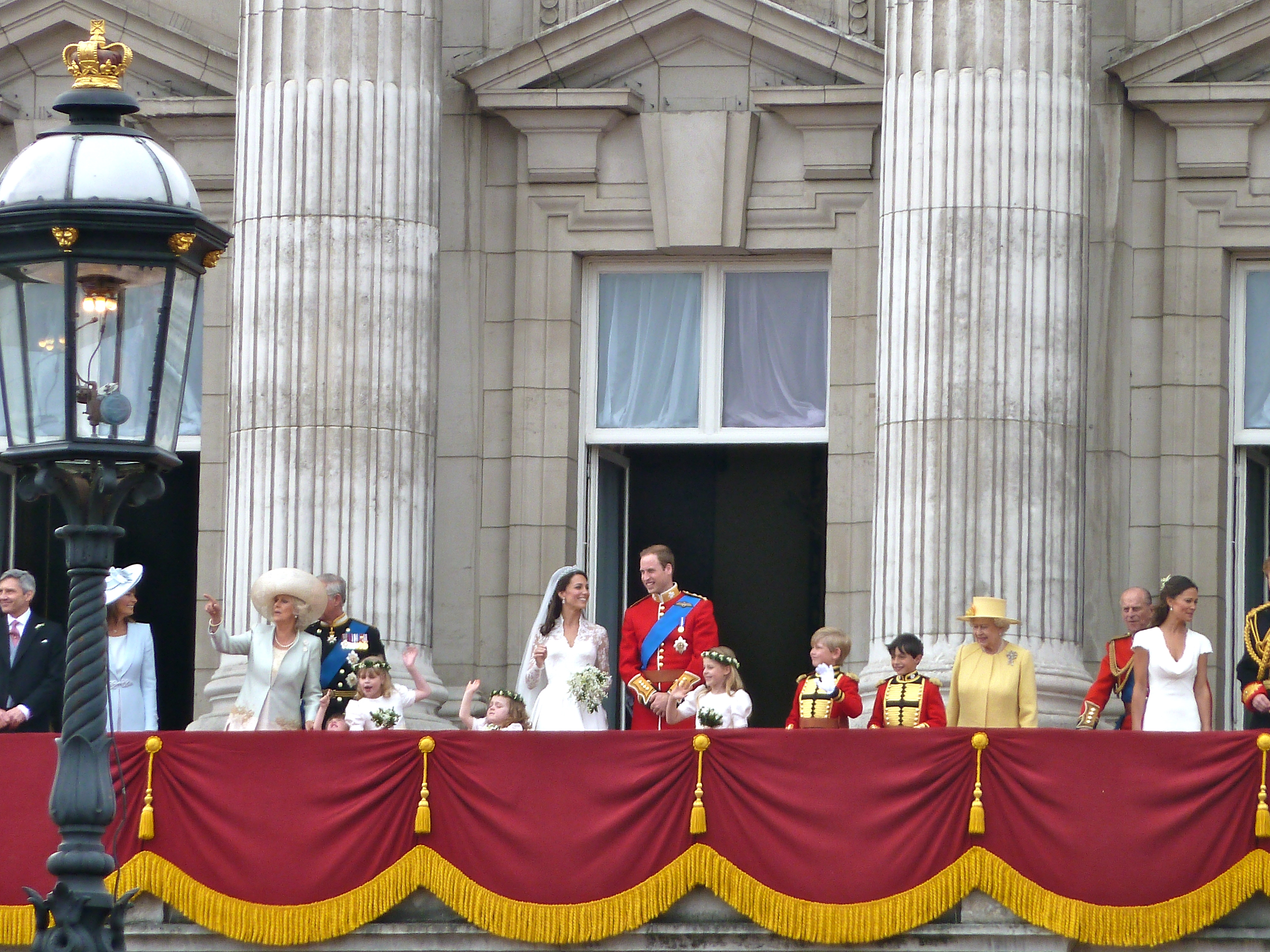
عروس و داماد در بالکن کاخ باکینگهام

- در ساعت ۱۵:۵۲ کالسکه عروس و داماد و گروه اسب سوران که آن‌ها را اسکورت کرده بودند وارد دروازه کاخ باکینگهام شدند.
- در ساعت ۱۵:۵۵ ملکه وارد کاخ باکینگهام شد.[۸]

## مراسم در خیابان مال

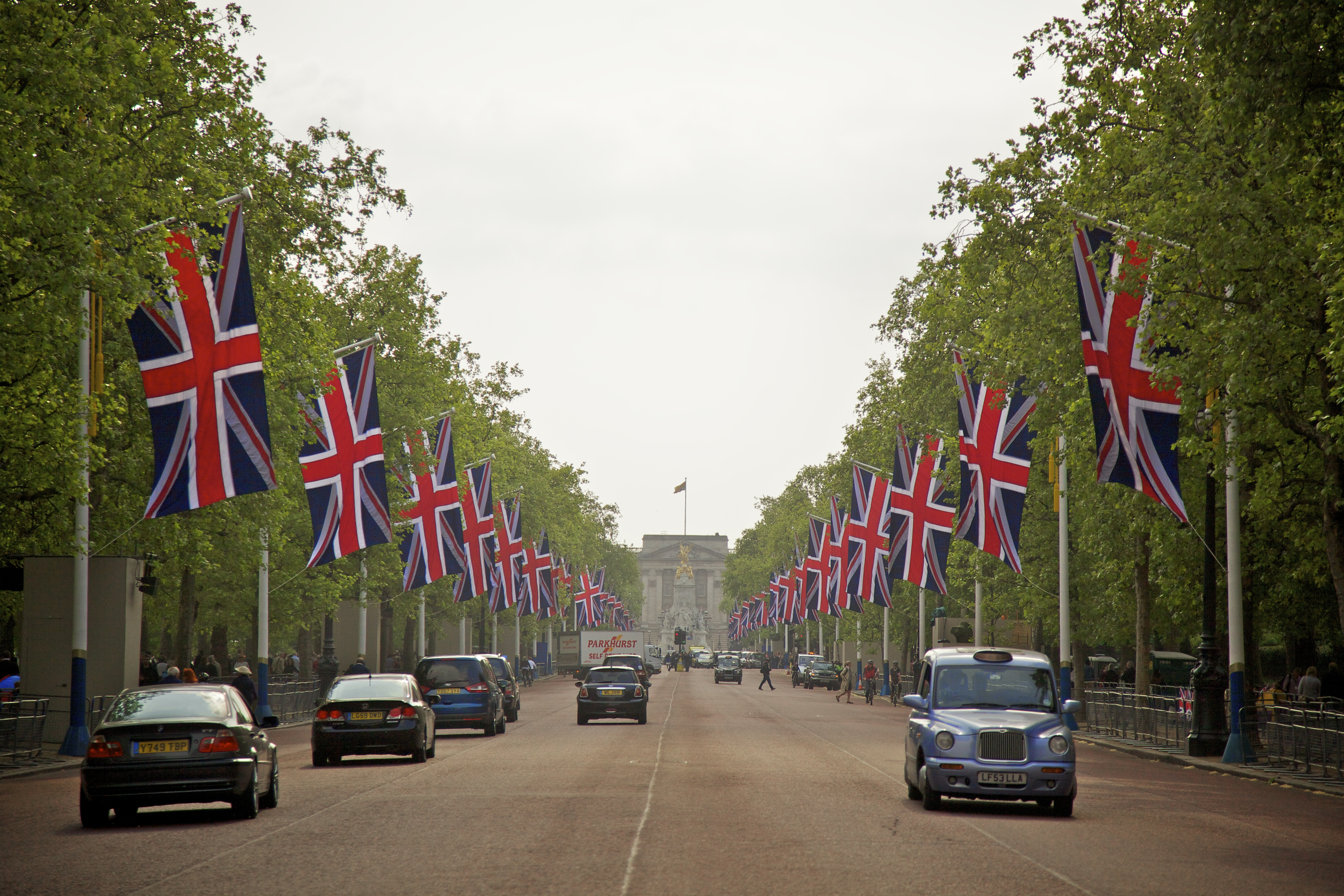
خیابان مال یک روز پیش از مراسم

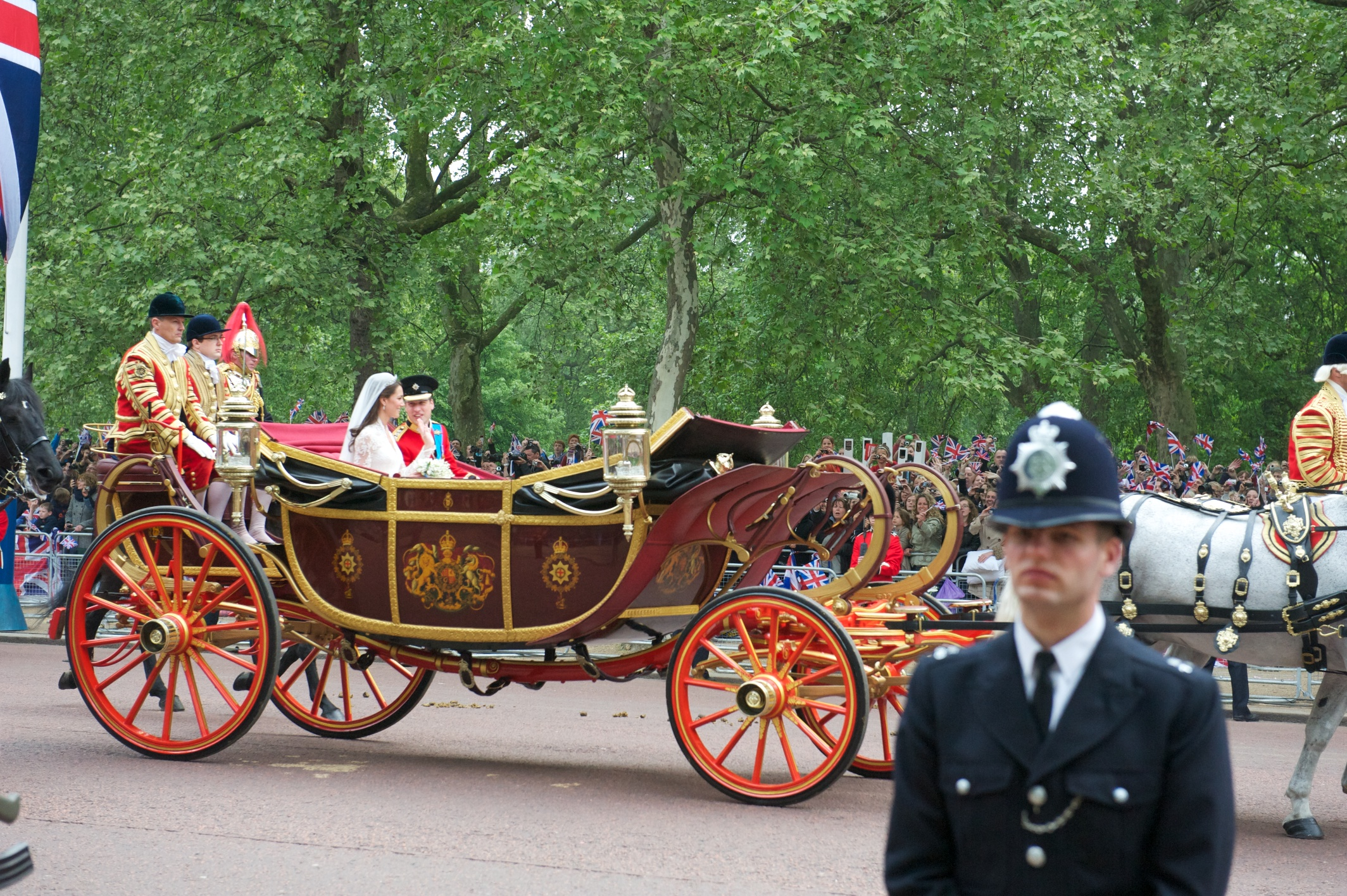
کالاسکه مخصوص استیت لاندو ۱۹۰۲، زوج سلطنتی را به کاخ باکینگهام می‌برد.

خیابان مال خیابانی در لندن است. این خیابان با سنگ‌فرش‌های قرمز برای مراسم‌های رسمی اختصاص یافته‌است. خیابان مال از یک سو به کلیسای وست‌مینستر و از سوی دیگر به میدان پارلمان و کاخ باکینگهام منتهی می‌شود. مراسم عروسی از ساعت ۱۲:۳۰ آغاز شد.
- در ساعت ۱۲:۴۰ به وقت تهران یک گروه موسوم به گارد پادشاهی با یونیفرم قرمز در خیابان مال در حال رژه رفتن بودند.
- در ساعت ۱۲:۵۰ مهمان‌ها کم‌کم از کاخ باکینگهام به سمت کلیسا حرکت کردند. همچنین در این ساعت گروه موزیک با رژه مخصوص و بسیار منظم به سمت کاخ باکینگهام حرکت کردند تا ملکه الیزابت دوم مادربزرگ داماد را به مراسم دعوت کنند.[۸]
- در ساعت ۱۵:۴۵ کالسکه و گروه اسب سواران وارد خیابان مال شدند.
- در ساعت ۱۶:۲۰ مردم آزادانه وارد خیابان مال شدند و ضمن اینکه در پشت ردیفی از مأموران پلیس حرکت می‌کردند، به سمت کاخ باکینگهام به راه افتادند تا مراسم بوسه سلطنتی در آنجا انجام شود.[۸]

## حلقه ازدواج
کاترین میدلتون تصمیم گرفته‌است حلقه‌ای از جنس طلای ولزی داشته باشد.
حلقه ازدواج دارای ۵ قیراط برلیان می‌باشد و از یاقوت کبود نیز در ساخت آن استفاده کرده‌اند.
برخلاف عروس، داماد مانند سنت پدرش شاهزاده چارلز، هرگز از حلقه ازدواج استفاده نکرد.

## لباس

### لباس عروس
در فرهنگ بریتانیایی تهیه لباس عروس بر عهده خانواده عروس می‌باشد. طراحی لباس عروس را سارا برتون از طراحان مشهور خانه مد الکساندر مک‌کوئین انجام داده بود.
مدل یقه لباس عروس، مدل سوییت هارت (قلبی) بود. همچنین لباس عروس، آستینهای بلند و طرحی کلاسیک داشت. این لباس دارای یک دنباله نسبتاً بلند بود و از گیپور (پارچه توری شکل) در دوخت آن استفاده شده بود. گل‌های دسته گل عروس به رنگ سفید بود.
لباس عروس از جنس توری اطلسی با پستان‌بند و دامن ساتن بود. توری پستان‌بند، دست دوز و از طرح ایرلندی کریک‌مکراس که در دهه ۱۸۲۰ میلادی مرسوم بود، الگوبرداری شده بود. در لباس عروس از الگوهای گل رز، نرگس زرد، خاربوته، شبدر ایرلندی و در قالب پارچه توری ابریشمی عاجی استفاده شده بود.

### لباس داماد
شاهزاده ویلیام در این مراسم یونیفرم قرمز سرهنگی، با نواری آبی رنگ و به همراه نشان نیروی هوایی سلطنتی بریتانیا را بر تن داشت. بر روی شانه‌های داماد نشان نیروی هوایی سلطنتی بریتانیا تزیین شده بود. این لباس متحدالشکل لباس نظامی گارد سلطنتی ایرلند می‌باشد.

## هتل گورینگ
خانواده عروس از هتل محل اقامتشان که هتل گورینگ نام دارد به کلیسا رفتند. عروس به همراه پدرش در ساعت ۱۴:۲۰ و بدون تأخیر از این هتل به کلیسا رفتند.

## کلارن هاوس
کلارن هاوس محل زندگی شاهزاده چارلز و ویلیام (داماد) می‌باشد. شاهزاده چارلز و ویلیام قرار است از این محل به کلیسا بیایند. در ساعت ۱۳:۴۵ ویلیام به همراه شاهزاده هری با خودرو بادمجانی رنگ بنتلی از کلارن هاوس با تشریفات کامل به سمت کلیسا رفتند.

## مراسم بوسه سلطنتی

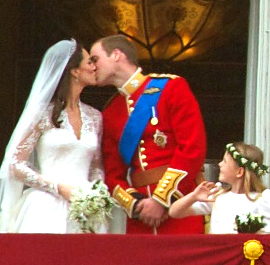
بوسه سلطنتی

در بالکن کاخ باکینگهام و در اواخر مراسم رسمی ازدواج، مراسم بوسه سلطنتی انجام شد و عروس و داماد همدیگر را بوسیدند. برای مراسم بوسه خیلی از مردم خود را به کاخ رسانده بودند. شاهزاده ویلیام طی یک سنت شکنی و بدعت جدید دو بار عروس را بوسید.

## مراسم مانور هوایی

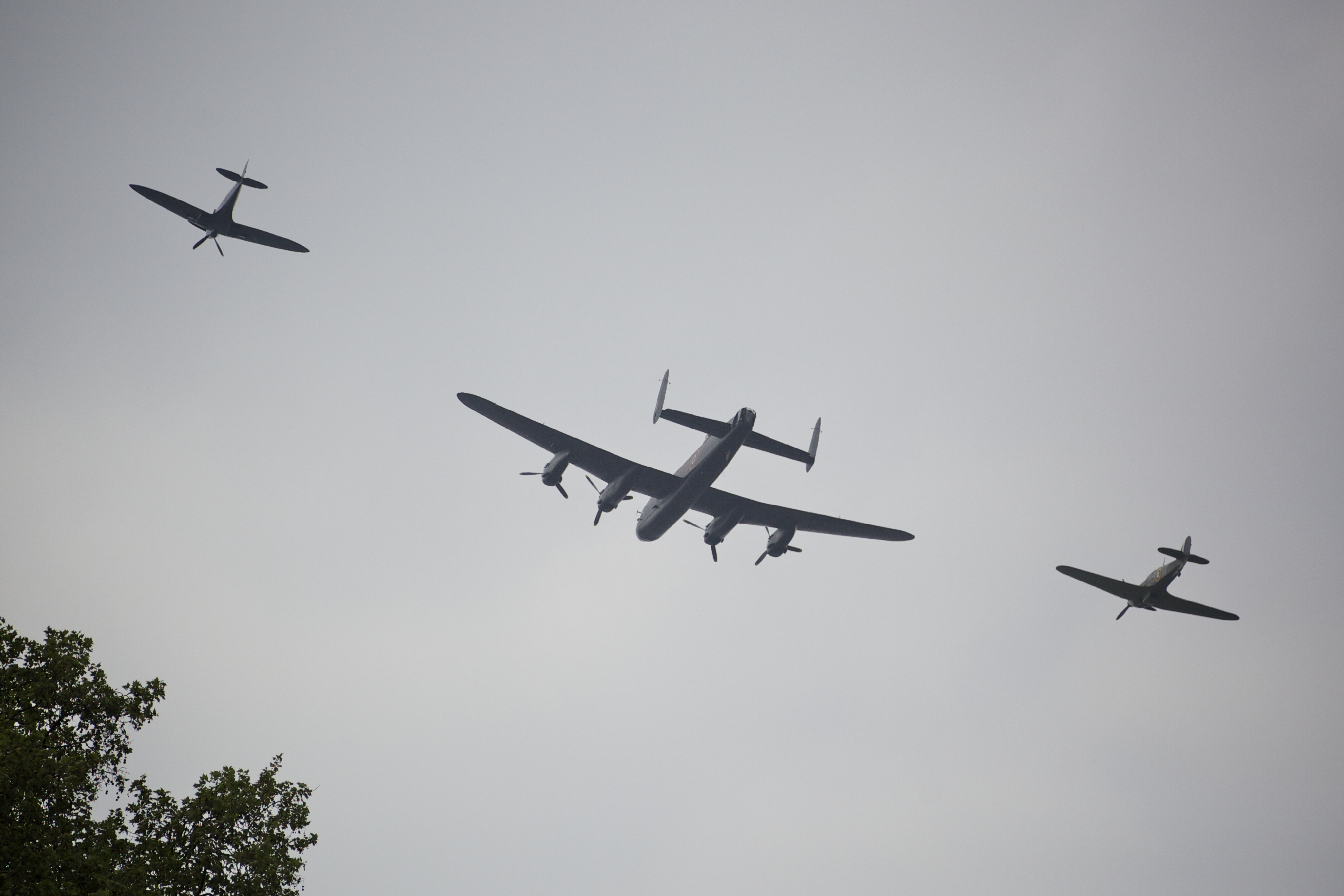
هواپیماهای جنگ جهانی دوم بر فراز کاخ باکینگهام

پس از مراسم بوسه سلطنتی، مراسم مانور هوایی با هواپیماهای زمان جنگ جهانی دوم و تعدادی هواپیمای مدرن، انجام شد. هواپیماهای تورنادو و تایدو برای ادای احترام و وفاداری به خانواده سلطنتی بر روی کاخ باکینگهام پرواز کردند.

## کیک ازدواج
کیک عروسی زمینه و طرحی کاملاً انگلیسی داشت. کیک هشت طبقه ازدواج یک کیک سنتی میوه‌ای بود. کیک سفید رنگ عروسی با خامه تزیین شده بود. این کیک با ۹۰۰ گل از جنس پاستا گل‌آرایی شده بود.
در این مراسم یک کیک شکلاتی چهار طبقه زیبا نیز ساخته شد که خود شاهزاده ویلیام سفارش داده بود.

## رسانه‌ها

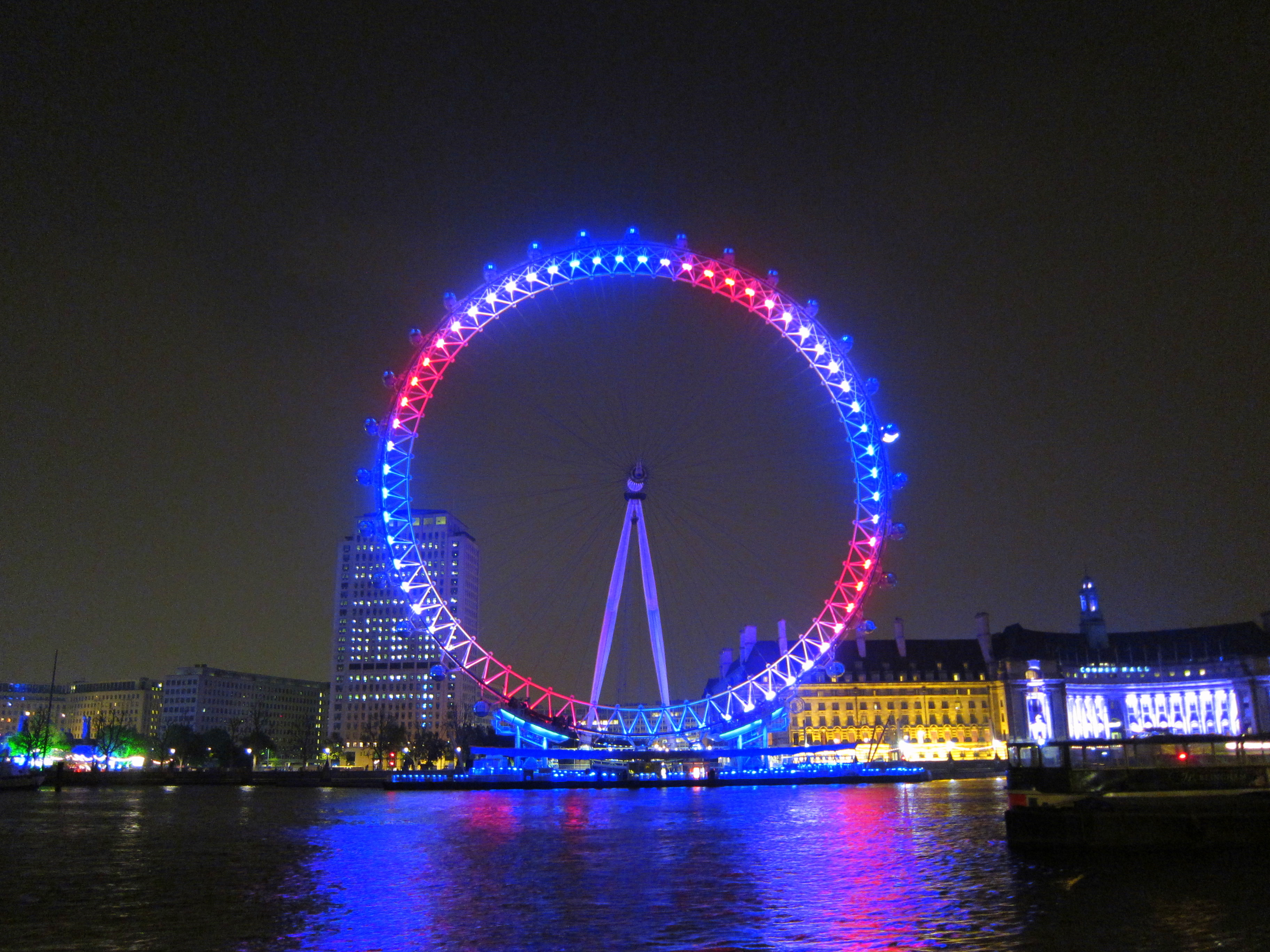
در شب ازدواج چرخ و فلک معروف لندن با سه رنگ پرچم بریتانیا می‌درخشید.

از چندین ماه قبل از این ازدواج مجله‌ها، روزنامه‌ها، شبکه‌های اجتماعی تلویزیونی و رادیویی، سایت‌های اینترنتی نظیر یوتیوب، فیس بوک، توییتر و نظیر آن، به اندازه بسیار زیادی به موضوع ازدواج و جشن آن پرداخته بودند. در ضمن شبکه‌های یورونیوز هم مراسم را فارسی و زنده پخش می‌کرد. به منظور پوشش خبری مراسم، خبرنگاران از ۶۰ کشور دنیا خود را به این محل رسانده بودند. خبرگزاری‌های آمریکایی با ۸۰۰۰ خبرنگار، بیشترین پوشش را به این مراسم داده بودند. شبکه تلویزیونی بی‌بی‌سی پوشش گسترده‌ای به این مراسم داده بود.

## ساقدوش‌ها
در مراسم ازدواج، ساقدوش عروس خواهر او و ساقدوش داماد برادر او شاهزاده هری بود.

## استقبال مردم دنیا
مراسم ازدواج را ۲ میلیارد نفر در سرتاسر دنیا که در نوع خود یک رکورد محسوب می‌شود، تماشا کردند. همچنین یک میلیون گردشگر در لندن که دو برابر حد معمول هر ساله بود به خاطر این مراسم وارد این شهر شده بودند. در این روز حدود یک میلیون نفر برای تماشای مراسم به خیابان‌های لندن آمده بودند.

## استقبال مردم بریتانیا
برخی از مردم بریتانیا از ساعت‌های آغازین صبح در اطراف خیابان مال چادر زده بودند. در طول مراسم، از پیش از مراسم تا پایان آن، مردم بریتانیا با رقص و پایکوبی و با اهتزاز درآوردن پرچم‌های پادشاهی متحده، انگلستان، اسکاتلند و ولز شادی خود را نشان می‌دادند. عده‌ای از مردم هم نیز با در دست داشتن بادکنک، گل سر و سربندهایی با طرح‌های ملی و پرچم پادشاهی متحده آماده آغاز مراسم بودند. عده‌ای از مردم کلاه‌هایی بر سر داشتند که به طرح پرچم پادشاهی متحد بریتانیا بود.

## حواشی و دانستنی‌ها
- در جریان برگزاری مراسم عروسی نیروهای پلیس ۴۳ نفر را به احتمال ایجاد ناامنی بازداشت کردند.[۲۱]
- موضوع جمهوری خواهی و سلطنت طلبی این روزها موضوع روز بریتانیا می‌باشد. در لندن و در خلال مراسم عروسی، تظاهرات ضدسلطنتی برگزار گردید. این در حالی است که آمارهای رسمی و غیررسمی می‌گویند که بیشتر از ۷۰ درصد مردم بریتانیا به حکومت پادشاهی متمایل تر هستند.[۸]
- یکی از موضوعات بحث‌برانگیز دعوت ولیعهد بحرین، سفیرهای ایران (رسول موحدیان) و سوریه در لندن به مراسم ازدواج بود. به دلیل اعتراضات اخیر سوریه و تظاهرات گسترده در این کشور، دعوت از سفیر سوریه پس گرفته شد.[۸]
- کنترل برخی کارت‌های دعوت مهمانان از حاشیه‌های قابل تأمل در این مراسم ازدواج بود. شرکت‌های شرط‌بندی برای دیر و زود رسیدن عروس (کاترین میدلتون) شرط‌بندی کرده بودند.[۸]
- سن عروس ۵ ماه بیشتر از داماد می‌باشد.[۸]
- آهنگی که در مراسم سروده شد توسط یک آهنگساز ولزی ساخته شده بود. داماد به سرزمین ولز علاقه‌مند است به همین دلیل نام خود را ویلیام ولز نهاده‌است. او و همسرش همچنین قصد دارند در جزیره انگلسی (با واژه انگلیسی اشتباه نشود) واقع در ناحیه ولز شمالی زندگی کنند.[۸]
- شاهزاده ویلیام و کاترین میدلتون به انجام کارهای خیر علاقه‌مند هستند و در انجمن‌های خیریه متعددی عضو هستند.[۸]
- مراسم ناهار در کاخ به میزبانی ملکه الیزابت دوم برگزار شد. فقط ۶۰۰ نفر از ۱۹۰۰ نفر از دعوت شدگان به مراسم عروسی به ناهار دعوت شده‌اند.[۸]
- اسب سواران متعددی با اسب‌های سفید و سیاه موسوم به گارد سواره نظام، عروس و داماد را از کلیسا تا کاخ اسکورت کردند.
- روز ۲۹ آوریل ۲۰۱۱، روز مراسم ازدواج در بریتانیا تعطیل رسمی بود.
- ۱۶۲٫۰۰۰ وب سایت در مورد این ازدواج به بحث پرداخته بودند.
- با وجود اینکه هوا ابری بود و تعدادی از مردم با خود چتر داشتند، در این مراسم باران نبارید.
- به نظر می‌رسد انتخاب ۲۹ آوریل برای مراسم ازدواج، به خاطر سالگرد در گذشت سنت کاترین از قدیسان ایتالیایی بوده‌است. کاترین نیز نام عروس است.

## امنیت
تعداد ۵۰۰۰ مأمور پلیس، امنیت مراسم را بر عهده گرفته بودند. از ساعت ۵ صبح ۲۹ آوریل ۲۰۱۱ خیابان‌های منتهی به کاخ و کلیسا همگی بسته بودند. مأموران لباس شخصی در میان جمعیت برای حفظ امنیت گشت می‌زدند. به منظور تأمین امنیت مراسم، تعدادی تک تیرانداز در بالای برخی ساختمان‌ها گماشته شده بودند. همچنین ۳۵ قلاده سگ و ۴۵ راس اسب به مأموران امنیتی در پاسبانی مراسم کمک کردند.

## هزینه‌ها
مراسم ازدواج شاهزاده ویلیام، دوک کمبریج و کاترین میدلتون بالغ بر ۱۱ میلیون دلار هزینه در برداشته‌است. در کلیسا به منظور پایین آوردن هزینه‌ها، از گل‌آرایی خبری نبود و به جای آن از درختچه‌های کوچک برای تزئین استفاده شده بود. گروه برنامه‌ریزی مراسم سعی کرده بود از تجملات بکاهد و هزینه‌ها را پایین بیاورد.

## القاب
پس از مراسم الیزابت دوم ملکه بریتانیا، لقب دوک کمبریج و دوشس کمبریج را به ترتیب به داماد و عروس اهداء کرد.

## سنت شکنی‌ها
در جشن‌های ازدواج در خاندان پادشاهی بریتانیا همیشه مرسوم بوده تا عروس را با کالسکه از محل اقامت تا کلیسا می‌برند اما این بار با خودرو این کار را کردند. در مراسم بوسه سلطنتی، داماد با یک بدعت جدید دو بار عروس را بوسید.

## خودروهای تشریفاتی
| |  |  |
| داماد به همراه برادرش با خودرو تشریفاتی بنتلی استیت لیموزین به کلیسا رفتند. (نگاره سمت چپ) عروس با پدرش به وسیله رولز رویس فانتوم ۶ به کلیسا رفتند. (نگاره سمت راست) |  |  |

تمام خودروهایی که در این مراسم مورد استفاده قرار گرفتند، خودروهای ساخت بریتانیایی بودند. خودروهای با نشان رولز-رویس، جگوار، بنتلی و رنجرور در این مراسم مورد استفاده قرار گرفتند. یک خودرو رولز-رویس فانتوم ۶ عروس را از هتل گورینگ تا کلیسا همراهی کرد.